# لوری کوربلی
لوری کوربلی (انگلیسی: Laurie Flachmeier Corbelli زاده ۲۸ ژانویه ۱۹۵۷ در دیترویت، میشیگان) بازیکن سابق و مربی فعلی والیبال اهل آمریکا است. او در حال حاضر سرمربی تیم تگزاس آگیس است. کوربلی در سال ۱۹۸۴ با تیم ملی والیبال زنان آمریکا به مدال طلا المپیک دست یافت و دو سال بعد مدال طلا قهرمانی جهان ۱۹۸۶ را تجربه کرد.

## جوایز و افتخارات
- با ارزش‌ترین بازیکن، مسابقات ملی بازی‌های المپیک جوانان ۱۹۷۶
- بهترین بازیکن تازه‌کار سال مسابقات ملی ۱۹۷۷
- با ارزش‌ترین بازیکن، لیگ برتر والیبال آمریکا ۱۹۸۷
- ستاره عمومی طرفداران تیم در لیگ برتر والیبال آمریکا ۱۹۸۷-۱۹۸۹
- عضو تالار مشاهیر گارلند، تگزاس ۱۹۹۰
- بازیکن سال مسابقات ملی ۱۹۹۲
- برنده جایزه فلو هایمن ۱۹۹۸
- مربی سال منطقه غرب ۱۹۹۲
- کسب پیروزی در ۵۰۰ بازی در سال ۲۰۱۳